# زبابة ماريتيمية
زبابة ماريتيمية (الاسم العلمي: Sorex maritimensis) (بالإنجليزية: Maritime Shrew)‏ هي نوع من الثدييات يتبع جنس الزبابة من الفصيلة الزبابات. سمي ها النوع من الزبابات نسبة إلى الماريتيم الكندي أو المقاطعات البحرية في كندا بسبب انتشاره في مقاطعة نيو برونزويك.